# Видинська синагога
Видинська синагога (болг. Видинска синагога) — другий або третій юдейський храм, збудований у Видині. Була відкрита 28 вересня 1894 року головним рабином Болгарії Мордехаєм Грюнвалдом. За призначенням не використовується від 1950 року. Нині перебуває у дуже пошкодженому стані.
Знаходиться у безпосередній близькості від фортеці Баба Вида.

## Історія
Видинська синагога була збудована протягом року. Потреба в храмі виникла через те, що попередня була зруйнована під час Російсько-турецької війни 1877—1878 років. Фінансування будівництва велося за допомогою добровільних пожертвувань як видинських юдеїв, що жили переважно в районі Калето, так і євреїв з усіх куточків Князівства Болгарія.
28 вересня 1894 року синагога була урочисто відкрита головним рабином Болгарії Мордехаєм Грюнвалдом. Видинський храм став другим за розміром в країні після Софійської синагоги, але красивішим.
Після Другої світової війни будівля перейшла у державу власність. Від 1950 року не використовувалася за призначенням. В її стінах було розташований склад.

## Архітектура
У плані будівля повністю симетрична, з тринефною єдиноапсидною базилікою, притвором, галереями і 4 вежами, побудована за зразком синагоги у Будапешті. Внутрішні розміри молитовного залу 21×10 м. Вівтар був створений чеським майстром Максом Веріхом і розфарбований у синій, червоний та бронзовий кольори. Деревина поставлялася з Трансільванії та Угорщини. Світильники та люстри доправлялися з Відня та інших австрійських міст.

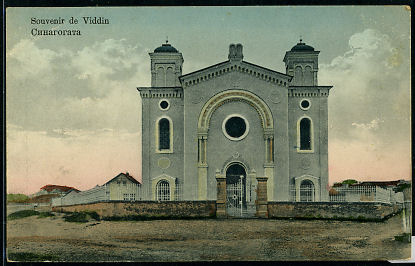
Видинська синагога у початковому вигляді

Інтер'єр був барвистим, з елементами древніх єврейських і класичних архітектурних форм. Притвор покритий хрестовими склепіннями, стіна має дві мармурові плити та два бронзові рельєфи з написами на івриті. Три кораблі були розділені стрункою аркадою на колонах з литої бронзи, що мали капітелі малоазійського типу. Орнамент на капітелях був у вигляді спіралей, пальметок і акантових листів.
Підлога була викладена мозаїчними дошками. Вівтар був на підвищенні в апсиді. Він повторював, ймовірно, архітектуру стародавнього єврейського храму — центральна частина, дві вежі, арки і колони, а над вівтарем — символ сонця.
Неф молитовного залу, який має дуже хороші акустичні властивості, покритий циліндричним склепінням з ребрами, проходи і галереї — з хрестовими склепіннями. Пофарбовані у синій колір з нанесеними шестикутними зірками. Інтер'єр залу створював відчуття легкості і простору.
Головний фасад був вражаючим, мав дві бічні вежі. Головний вхід склепінчастий з напівкруглим склепінням на двох колонах на високих постаментах. Круглі вікна з залізними ґратами шестикутної зірки були розташовані в центрі аркади.
Згодом при вході до храму були встановлені дві плити з білого мармуру, на яких на івриті були вибиті імена євреїв Видина, які віддали своє життя за свободу Болгарії — від добровольців у війні 1878 року до загиблих у Першій світовій війні.

## Сучасність
Після втрати у 1950 році своєї основної функції, синагога використовувалася як сховище, що дуже погіршило її стан.
Протягом 1970-х років Міністерство культури Болгарії та Національний інститут з охорони пам'яток розробили план по відновленню будівлі. Реконструкція почалася у 1983 році та тривала до 1989 року. Після краху комуністичного режиму, роботи були припинені.
Сьогодні будівля знаходиться у вкрай поганому стані і потребує повної реставрації. На жаль, на даний час немає ніяких перспектив, що цей процес почнеться найближчим часом.